# Мачии, Никколо
Никколо Мачии (итал. Niccolò Macii; род. 18 октября 1995 года, Милан, Ломбардия, Италия) — итальянский фигурист, выступающий в парном катании с Сарой Конти. Они — чемпионы Европы (2023) и серебряные призёры чемпионата Европы (2025), двукратные бронзовые призёры чемпионата мира (2023, 2025), серебряные призёры финала Гран-при сезона 2023/2024, бронзовые призёры финала Гран-при сезона 2022/2023, двукратные чемпионы Италии (2023 и 2025).
До этого он выступал в паре с Бьянкой Манакорда, с ней он бронзовый призёр чемпионата Италии и чемпион Италии среди юниоров.
По состоянию на 22 марта 2024 года пара Конти/Мачии занимает 2-е место в рейтинге Международного союза конькобежцев (ИСУ).

## Биография
Никколо Мачии родился в столице Ломбардии 18 октября 1995 года. С ранних лет он начал заниматься фигурным катанием. Вскоре стал выступать в паре с Соней Манфреди. С 2011 года он поменял партнёршу и встал в пару с Бьянкой Манакорда. В конце года пара дебютировала в Кубке Варшаве среди юниоров. Фигуристы в последний момент попали в Минск на юниорский чемпионат мира, но не очень удачно выступили (не попали в финальную часть).
На следующий год спортсмены дебютировали (не совсем удачно) в юниорских этапах Гран-при и в первенстве Италии среди юниоров и выиграли серебряные медали. В 2014 году Манакорда и Мачии выиграли первенство и впервые стартовали на взрослом турнире Кубке Мерано. В 2015 году фигуристы во второй раз выступили наюниорском чемпионате мира столице Эстонии. Выступление было не удачным, пара финишировала последней.
В 2016 году в январе спортсмены дебютировали в Братиславе на европейском чемпионате, где они сумели войти в дюжину лучших пар Старого Света. Далее в Дебрецене на юниорском чемпионате мира пара выступила неплохо и замкнула шестёрку лучших юниорских пар. Однако далее пара вскоре перестала выступать вместе.
В 2019 году Никколо встал в пару с новой партнёршей и стал выступать с бывшей одиночницей Сарой Конти. С первого же года они выиграли бронзовую медаль национального чемпионата. В 2022 году пара дебютировала на континентальном чемпионате, где они сумели уверенно войти в десятку лучших европейских пар. Через год, на европейском чемпионате в финском городе Эспоо пара выиграла впервые для Италии в парах золотую медаль. Через два месяца в японском городе Сайтаме на мировом чемпионате завоевали бронзовую медаль и улучшили все свои спортивные достижения.

## Программы
(С Сарой Конти)
| Сезон     | Короткая программа | Произвольная программа | Показательные номера                             |
| --------- | --- | --- | ------------------------------------------------ |
| 2023–2024 | - Intermezzo sinfonico (из оперы «Сельская честь») Джованни Тарджиони-Тоццетти и Гвидо Менаски в исполнении Orchestra of the Teatro alla Scala di Milano и Герберт фон Караян хореография: Рафаэлла Каццанига | - Новый кинотеатр «Парадизо» Эннио Морриконе в исполнении Джош Гробан, Кэтрин Дженкинс, Альберто Урсо хореография: Коррадо Джордани |                                                  |
| 2022–2023 | - Oblivion (Una sombra más) в исполнении Мина и Джанни Феррио Астор Пьяццолла хореография: Рафаэлла Каццанига                                                                                                 | - Новый кинотеатр «Парадизо» Эннио Морриконе в исполнении Джош Гробан, Кэтрин Дженкинс, Альберто Урсо хореография: Коррадо Джордани | - Che Bambola Фред Бускальоне - Fix You Coldplay |
| 2021–2022 | - Oblivion (Una sombra más) в исполнении Мина и Джанни Феррио Астор Пьяццолла хореография: Рафаэлла Каццанига                                                                                                 | - Billie Jean Майкл Джексон в исполнении Дэвид Кук хореография: Коррадо Джордани                                                    | - Fix You Coldplay                               |
| 2020–2021 | - Oblivion (Una sombra más) в исполнении Мина и Джанни Феррио Астор Пьяццолла хореография: Рафаэлла Каццанига                                                                                                 | - This Bitter Earth Дина Вашингтон, Макс Рихтер - Experience Людовико Эйнауди хореография: Коррадо Джордани                         |                                                  |
| 2019–2020 | - Il Postino Theme Джон Уильямс, Ицхак Перлман, Питтсбургский симфонический оркестр Астор Пьяццолла хореография: Раффаэлла Каццанига                                                                          | - This Bitter Earth Дина Вашингтон, Макс Рихтер - Experience Людовико Эйнауди хореография: Коррадо Джордани                         |                                                  |

(С Бьянкой Манакордой)
| Сезон     | Короткая программа                          | Произвольная программа                            |
| --------- | ------------------------------------------- | ------------------------------------------------- |
| 2015–2016 | - Wild Side Роберто Каччапалья              | - The Godfather Нино Рота                         |
| 2014–2015 | - The Music of the Night Эндрю Ллойд Уэббер | - The Godfather Нино Рота                         |
| 2013–2014 | - Howl's Moving Castle Дзё Хисаиси          | - Micmacs a tire-larigot Рафаэль Бо, Макс Стайнер |
| 2012–2013 | - Breakfast at Tiffany's Генри Манчини      | - The Circus Чарли Чаплин, Карл Дэвис             |
| 2011–2012 | - The Bandwagon Артур Шварц                 | - The Circus Чарли Чаплин, Карл Дэвис             |

## Спортивные достижения
(с Сарой Конти)
| Международные                     | Международные | Международные | Международные | Международные | Международные | Международные |
| Сезон                             | 19/20         | 20/21         | 21/22         | 22/23         | 23/24         | 24/25         |
| --------------------------------- | ------------- | ------------- | ------------- | ------------- | ------------- | ------------- |
| Чемпионат мира                    |               |               |               | 3             | 6             | 3             |
| Чемпионат Европы                  |               |               | 7             | 1             | 6             | 2             |
| Финал Гран-при                    |               |               |               | 3             | 2             | 4             |
| Этапы Гран-при. Skate Canada      |               |               |               | 3             |               |               |
| Этапы Гран-при. Великобритания    |               |               |               | 2             |               |               |
| Этапы Гран-при. Италия            |               |               | 7             |               |               |               |
| Этапы Гран-при. Финляндия         |               |               |               |               | 2             |               |
| Этапы Гран-при. Франция           |               |               |               |               | 2             |               |
| Челленджер. Lombardia Trophy      |               |               | 5             | 1             | 1             | 1             |
| Челленджер. Золотой конёк Загреба | 13            |               |               |               |               |               |
| Челленджер. Кубок Варшавы         | 15            |               | 7             |               |               |               |
| Челленджер. Небельхорн            |               |               | 10            | 4             |               |               |
| Lombardia Trophy                  |               |               | 5             | 1             |               |               |
| Кубок Баварии                     | 6             |               |               |               |               |               |
| Кубок Ниццы                       |               |               | 2             |               |               |               |
| Challenge Cup                     |               | WD            |               | 1             | 1             |               |
| Международные командные           |               |               |               |               |               |               |
| Командный чемпионат мира          |               |               |               | 4             |               | 3             |
| Национальные                      |               |               |               |               |               |               |
| Чемпионат Италии                  | 3             | 3             | 3             | 1             |               | 1             |

(с Бьянкой Манакордой)
| Международные                     | Международные | Международные | Международные | Международные | Международные |
| Сезон                             | 11/12         | 12/13         | 13/14         | 14/15         | 15/16         |
| --------------------------------- | ------------- | ------------- | ------------- | ------------- | ------------- |
| Чемпионат Европы                  |               |               |               |               | 12            |
| Челленджер. Золотой конёк Загреба |               |               |               |               | 9             |
| Челленджер. Lombardia             |               |               |               | 2             |               |
| Челленджер. Кубок Варшавы         |               |               |               |               | 5             |
| Кубок Ниццы                       |               |               |               | 4             |               |
| Кубок Мерано                      |               |               | 6             |               |               |
| Международные, юниорские          |               |               |               |               |               |
| Чемпионат мира (юниоры)           | 18            |               |               | 12            | 6             |
| Юниорский этап Гран-при: Беларусь |               |               | 7             |               |               |
| Юниорский этап Гран-при: Хорватия |               | 14            |               | 8             |               |
| Юниорский этап Гран-при: Эстония  |               |               | 7             | 9             |               |
| Кубок Баварии                     | 3             |               | 1             |               | 3             |
| Кубок Турина                      |               | 4             |               |               |               |
| Кубок Варшавы                     | 7             | 6             |               |               |               |
| Национальные                      |               |               |               |               |               |
| Чемпионат Италии                  |               |               |               |               | 3             |
| Первенство Италии среди юниоров   |               | 2             | 1             |               |               |